# Juan Meno
Juan Meno ist ein ehemaliger spanischer Skispringer.

## Werdegang
Meno gab am 30. Dezember 1981 beim Auftaktspringen zur Vierschanzentournee 1981/82 in Oberstdorf sein Debüt im Skisprung-Weltcup. Nachdem er dort jedoch nur einen 84. Platz erreichte, gelang ihm auch in Garmisch-Partenkirchen und Innsbruck nur der Sprung auf den 86. Platz. Bei der Nordischen Skiweltmeisterschaft 1982 in Oslo startete er von der Normalschanze und erreichte dabei den 56. Platz. Zur Vierschanzentournee 1982/83 erreichte er mit dem 81. Platz in Oberstdorf sein bestes Einzelergebnis im Weltcup. Nachdem er aber auch in den weiteren Springen der Tournee keine Platzierung in den Punkterängen erreicht hatte, beendete er nach der Tournee seine aktive Skisprungkarriere.